# یتنباخ (راینلاند-فالتس)
یتنباخ (به آلمانی: Jettenbach) یک شهر در آلمان است که در Lauterecken-Wolfstein واقع شده‌است.